# Alfacar
Alfacar – gmina w Hiszpanii, w prowincji Grenada, w Andaluzji, o powierzchni 16,73 km². W 2011 roku gmina liczyła 5513 mieszkańców.
Miasto leży na skraju parku przyrody Sierra de Huétor i znajduje się w regionie intensywnej produkcji oliwek.